# Stipan Mrvičin
Stipan Mrvičin (Monoštor, 23. kolovoza 1919.), srbijanski nogometni vratar, dugogodišnji športski radnik, dobitnik plakete Nogometnog saveza Jugoslavije i Športskog saveza Vojvodine. Legendarno ime sonćanskog Dinama Muzej športa Općine Apatina dodijelio je posebni kutak Stipanu Mrvičinu.

## Životopis
Rođen u Bačkom Monoštoru. U ranom djetinjstvu ostao bez roditeljske skrbi. U Somboru proveo djetinjstvo i ranu mladost. Trenirao u pionirima NK Sokol. Već tada pokazao je izuzetnu nadarenost među vratnicama. Želja za igranjem u lokalno slavnom slavnog SAK-u (Somborski atletski klub) ostvarila mu se. S nepunih 15 godina stao je na vrata prve ekipe SAK-a. Dar je odmah pokazao i već u prvoj natjecateljskoj sezoni bio je jedan od najboljih vratara u somborskom podsavezu. Prešao je u Sent Ivan, gdje je upoznao i buduću suprugu Anđeliju Kolarski. U vrijeme služenja vojnog roka igrao je godinu i pol za Prištinu. U ratu je zarobljen i odveden u Rusiju. Slijede dvije godine boravka u logoru. Po izlasku vraća se u Sent Ivan. Ponovno staje na gol somborskog SAK-a, tada kluba koji se natjecao u drugoj mađarskoj ligi. Odmah po oslobođenju od mađarske okupacije i po dolasku kolonista Sent Ivan mijenja naziv u Prigrevicu. Osnovan je NK »Bratstvo«. Ožujka 1947. Mrvičin je sa suprugom i kćerima preselio u Sontu, gdje vremenom postaje jako omiljen među suseljanima.
Dok je igrao u Prigrevici, u Sonti je tada djelovao zonski ligaš, nogometni klub Slavija, koji je slovio za dobru ekipu. Natjecala se u bačkoj zoni i vojvođanskoj ligi. Mrvičin je dvojio oko prelaska u Sontu, u isto vrijeme zvali su ga ozbiljnim ponudama i u somborski Radnički. Zbog suprugine želje za životom u mirnijoj sredini, odlučio se za Sontu. Tadašnji pravilnik imao je pravilo da igrač prigodom prelaska iz kluba u klub pauzira šest mjeseci. Radi izbjegavanja te pauze, NK Slavija je ugašena, a u isto vrijeme formiran je NK Dinamo.
Tako je branio za sonćanski Dinamo u danima nakon preimenovanja Slavije u Dinamo. Uskoro mu se pružila najveća prilika u nogometnoj karijeri. U ono vrijeme igralo se mnogo prijateljskih utakmica s jakim klubovima. Mrvičin nije prošao nezapažen te su ga preporučili zagrebačkom Dinamu, u kojemu su tada igrali slavni vratar Urch i napadač Wölfl. Dinamo ga je zvao na dvotjedni pokus. Mrvičin je zadovoljio i potpisao ugovor. Uslijedio je poziv Zagrepčana na dvotjedni pokus. Zadovoljio je ukuse stručnjaka i potpisao ugovor s Dinamom. Stvar s ugovorom za zagrebački »Dinamo«, nije dovršena zbog supruge, zbog koje je ostao u Sonti do kraja igračke karijere. Supruga nije htjela preseliti u Zagreb jer nije htjela napustiti Sontu, a Mrvičin nije htio ostaviti obitelj. Ostao je u Sonti.
Karijeru je prekinuo zbog teške ozljede 1952. u rodnom Monoštoru. Sa sonćanskim Dinamom igrao je protiv domaćih utakmicu Kupa maršala Tita. Cijelo selo je gledalo utakmicu, skandirajući Stipanu "izdajica", a igrači su prljavo kidisali na Mrvičina od prve minute. Uslijedila je akcija od kojje je skoro izgubio život. U visokom skoku uhvatio je loptu i pao na tlo. Protivnički igrač Biskup »pao« je na njega, kopačkama punom silinom ušavši Mrviinu u poprsje, slomivši mu ključnu kost i tri rebra, koja su mu probila plućno krilo. Dugo se i teško oporavljao po bolnicama u Somboru i Novom Sadu. Jedno vrijeme mu je život visio o koncu. Isprve zbog športskog duha nije rezonirao da je namjerno ozliječen, premda su mnogi tada govorili o namjernom ozljeđivanju. Tisuće puta prisjećao se tog spornog faula i sagledavajući svaki moment, svaki potez, postajao je sve uvjereniji da je bila riječ o namjeri.
Nogometnu karijeru nastavio u trenerskim vodama. Trenirao je vratare sonćanskog Dinama. Mrvičin je svoj stil obrane prenio na kasnije vratare sonćanskog Dinama, prepoznatljivih upravo po Mrvičinovom stilu obrana. Prenio je sve znanje što je naučio, osobito od mađarskih trenera i od trenera zagrebačkog Dinama.
Dobio mnoga priznanja. Dobio je desetak plaketa, veliki broj zahvalnica i diploma, a ističe plakete Nogometnog saveza Jugoslavije i Športskog saveza Vojvodine. Najveći dio čuva u osobnoj zbirci, a dio »najtežih« čuva se u jednom odjelu Muzeja športa Općine Apatina. Prostor u apatinskom muzeju dobio je na ideju djelatnika općinskog Športskog saveza. Predložili su mu ideju za stalni javni postav njegovih najznačajnijih priznanja u okviru dijela koji se odnosi na šport Sonte, te je Mrvičin uskoro dobio svoj kutak u muzeju.
Poslije smrti supruge Anđelije, prodao je kuću u Sonti i preselio u Apatin kod kćeri.
Povodom obljetnice Dinama 2011. godine, kazao je 92-godišnji Mrvičin da je u igračkoj karijeri promijenio više klubova, a Sonta i Dinamo imaju počasno mjesto u njegovom srcu.